# Karnotyt
Karnotyt – promieniotwórczy minerał z gromady minerałów uranylu; uwodniony wanadan uranylowo-potasowy.
Nazwa nadana na cześć francuskiego górnika i chemika Marie-Adolphe'a Carnota (1839–1920). Opisali go w 1899 r. Charles Friedel i Édouard Cumenge, którzy zidentyfikowali go w okazach z Roc Creek w hrabstwie Montrose, Kolorado, USA.

## Charakterystyka

### Właściwości
Występuje w postaci nalotów oraz w postaci miękkich proszkowych skupień ziemistych. Tworzy również czasami agregaty zbite. Krystalizuje w układzie jednoskośnym. Łatwo rozpuszcza się w kwasach, a ponadto zwilżony HCl zabarwia się na krwistoczerwono.
Asocjacje: współwystępuje z tiujamunitem i innymi wanadanami uranylu (UO2+
2).

### Chemizm
Czysty K
2[UO
2]
2[V
2O
8]·3H
2O zawiera 63% UO
2, 20% V
2O
5, 10% K
2O i 6% H
2O. W minerale występują domieszki wapnia, magnezu, żelaza(III) i sodu.

### Geneza
Powstaje wskutek przeobrażenia minerałów uranu i wanadu, głównie w strefie wietrzenia skał osadowych (głównie piaskowców).

### Występowanie

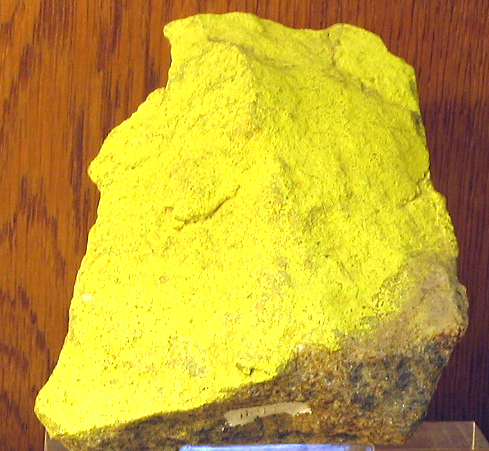
Skupienia ziemiste karnotytu

Największe złoża znajdują się w USA w stanach Kolorado, Dakota Południowa i Pensylwania. Występuje też w mniejszych ilościach w różnych miejscach na świecie m.in. w Uzbekistanie.

## Zastosowanie
Jest to ważna ruda uranu, radu i wanadu.